# Väärä-Karhatsi
Väärä-Karhatsi är en ö i Finland. Den ligger i sjön Orivesi och i kommunen Rääkkylä i Norra Karelen. Öns area är 0,1 hektar och dess största längd är 70 meter i öst-västlig riktning.